# Den Grønlandske Retsvæsenskommission
Den Grønlandske Retsvæsenskommission, der blev nedsat i i 1994 af den danske regering og Grønlands Landsstyre, afsluttede i foråret 2003 sit arbejde.
Retsvæsenskommissionens Betænkning om det grønlandske retsvæsen blev offentliggjort på dansk d. 3. august 2004. Kommissionen beskæftigede sig under sit arbejde med alle grene af, hvordan Grønlands retsvæsen kan indrettes, samt hvilke opgaver domstolene, politiet, anklagemyndigheden, advokaterne, bisidderne, kriminalforsorgen, ofrene for kriminalitet mv., skal løse i fremtiden. Ud over dette har helt almindelige samfundsproblemer, som også gør sig gældende inden for retsvæsenets område, som f.eks. de sproglige problemer, været en naturlig del af kommissionens arbejdsopgaver.
Retsvæsenkommissionens mest centrale forslag var:
- Den eksisterende ordning med ikke-juridiske kredsdommere bevares, men der etableres en egentlig uddannelse af kredsdommere, der tillige fastansættes
- Der oprettes en juridisk domstol i 1. instans, som skal behandle juridisk komplicerede sager
- Forsvarerens (bisidderens) rolle styrkes og der etableres en egentlig uddannelse af de nuværende bisiddere som autoriserede forsvarere
- Det nuværende åbne anstaltsystem bevares, dog sådan at dømte, der har begået alvorlig personfarlig kriminalitet, i en periode kan anbringes i halvt lukkede afdelinger uden mulighed for at forlade anstalten for at arbejde
- Der etableres en ny, åben anstalt i Tasiilaq i Østgrønland
- Der oprettes en lukket afdeling i anstalten i Nuuk for dømte, som ikke overholder betingelser for anbringelse i åben afdeling eller halvt lukkede afdelinger
- Der oprettes en lukket forvaringsafdeling i anstalten i Nuuk til farlige kriminelle, der hidtil har været anbragt i Anstalten ved Herstedvester
- Der oprettes et råd for Grønlands Retsvæsen med henblik på opfølgning på reformerne i retspleje- og kriminalloven

Retsvæsenet og lovgivningen om dette, er et af de få områder, der ikke efter den gældende Lov om hjemmestyre kan overgå til Grønland. Kompetencen til lovgivning ligger fortsat i Folketinget, og administrationen varetages af Justitsministeriet, Domstolsstyrelsen og Direktoratet for Kriminalforsorgen og Grønland. 
Gennem en aftale mellem Grønlands Landsstyre og den danske regering blev der 21. juni 2004 enighed om at nedsætte en Grønlandsk/dansk kommission om øget grønlandsk selvstyre. Denne kommission skal blandt andet overveje og stille forslag om, hvordan de grønlandske myndigheder kan overtage yderligere kompetence, hvor dette er forfatningsretligt muligt.